# ArmadaCare
ArmadaCare ist ein US-amerikanisches Versicherungs- und Dienstleistungsunternehmen rund um Krankenversicherung und Gesundheitswesen mit Sitz im Ortsteil Hunt Valley von Cockeysville, Maryland. Seit 2017 gehört das Unternehmen zur SiriusPoint-Unternehmensgruppe.

## Hintergrund
Das Unternehmen wurde 2004 gegründet und fokussiert sich auf arbeitgeberfinanzierte Krankenversicherungen und -zusatzversicherungen. Dabei werden einerseits verschiedene Versicherungsprodukte angeboten, die sich nach Deckungsarten und -höhen unterscheiden sowie verschiedene Optionen bieten. Dabei werden teilweise auch routinemäßige oder freiwillige  Gesundheitsausgaben sowie auch Aspekte des Wohlbefindens und der Prävention abgedeckt. Daneben werden zugehörige Dienstleistungen inklusive der Verwaltung der arbeitgeberunterstützten Krankenversicherungspläne angeboten.
Später entstand das Schwesterunternehmen ArmadaHealth, das mit Datenanalysen und Künstlicher Intelligenz kostensparende Lösungen für alle Beteiligten im Gesundheitswesen anstrebt. Dies umfasst unter anderem Auswahl relevanter Ärzte. Die daraus entstandene ArmadaGlobal-Gruppe wurde 2017 von SiriusPoint übernommen.